# Roberto Rivera
Roberto Rivera Contreras (nacido el 29 de septiembre de 1980 en Guadalajara, Jalisco) es un futbolista mexicano que juega en la posición de defensa. Actualmente milita en Dorados de Sinaloa, club en el que se encuentra a préstamo.
Surge de las filiales del Club Deportivo Guadalajara y su debut en Primera división mexicana se da el jueves 4 de mayo de 2006, cuando Chivas enfrentó a Jaguares y perdió por 3-2. 
Roberto ha jugado en varios equipos de Primera 'A' entre ellos Atlético Mexiquense, Cobras de Ciudad Juárez y Chivas Coras. Recientemente había formado parte de las filas del Club Deportivo Tapatío y cuando era requerido jugaba con el primer equipo de Chivas, pero en junio de 2007 pasa a las filas de Dorados de Sinaloa. 
En cuanto a participaciones internacionales, Rivera formó parte del equipo que enfrentó al W Connection en la Copa de Campeones de la CONCACAF.
- Datos: Q7351876